# Anomaloninae
Anomaloninae  (лат.) — подсемейство наездников семейства Ichneumonidae.

## Экология
Эти наездники являются эндопаразитами чешуекрылых и жесткокрылых насекомых.

## Систематика
Мировая фауна включает 46 родов и около 700 видов, в Палеарктике — 26 родов и около 200 видов. Фауна России включает 16 родов и 68 видов наездников-ихневмонид этого подсемейства. Подсемейство делят на две трибы: Anomalonini и Gravenhorstiini. Первая включает единственный род, а все остальные роды входят во вторую трибу.
- Agrypon
- Anomalon typus
- Aphanistes
- Atrometoides
- Atrometus
- Aubertiana
- Barylypa
- Bimentum
- Brachynervus
- Calcaneum
- Castrosion
- Cechenodes
- Clatha
- Clypeocampulum
- Corsoncus
- Encardia
- Gravenhorstia
- Habronyx
- Heteropelma
- Indagrypon
- Liopterna
- Metoa
- Neohabronyx
- Ophionellus
- Ophiopterus
- Parania
- Perisphincter
- Phaenolabrorychus
- Philodrymus
- Podogaster
- Porizonopteron
- Pseudagrypon
- Pseudanomalon
- Sphaeromanus
- Spolas
- Stangepelma
- Therion
- Trichomma
- Vernamalon